# Lucas Rangel Nunes Goncalves
Lucas Rangel Nunes Goncalves (Alvorada, 29 de diciembre de 1994) es un futbolista brasileño que juega de delantero en el KTP Kotka de la Veikkausliiga.

## Clubes
| Club                  | País       | Año       | Partidos | Goles |
| --------------------- | ---------- | --------- | -------- | ----- |
| Grêmio Barueri        | Brasil     | 2015      | 14       | 10    |
| Foz do Iguaçu F. C.   | Brasil     | 2015      | 2        | 0     |
| Itumbiara E. C.       | Brasil     | 2016      | 11       | 2     |
| F. K. Kukësi          | Albania    | 2016-2017 | 27       | 3     |
| Kapfenberger S. V.    | Austria    | 2017-2018 | 31       | 9     |
| KuPS Kuopio           | Finlandia  | 2018-2020 | 63       | 22    |
| Adana Demirspor       | Turquía    | 2021      | 7        | 1     |
| KuPS Kuopio           | Finlandia  | 2021      | 20       | 7     |
| F. C. Vorskla Poltava | Ucrania    | 2021-2022 | 13       | 4     |
| Sabah F. K. (cedido)  | Azerbaiyán | 2022      | 8        | 2     |
| Riga F. C.            | Letonia    | 2022-2023 | 27       | 5     |
| F. C. Kolos Kovalivka | Ucrania    | 2023-2024 | 12       | 1     |
| KuPS Kuopio           | Finlandia  | 2024      | 7        | 1     |
| KTP Kotka             | Finlandia  | 2025-     |          |       |

## Palmarés

### Títulos nacionales
| Título               | Club         | País      | Año  |
| -------------------- | ------------ | --------- | ---- |
| Supercopa de Albania | F. K. Kukësi | Albania   | 2016 |
| Superliga de Albania | F. K. Kukësi | Albania   | 2017 |
| Veikkausliiga        | KuPS Kuopio  | Finlandia | 2019 |
| Copa de Finlandia    | KuPS Kuopio  | Finlandia | 2021 |
| Copa de Finlandia    | KuPS Kuopio  | Finlandia | 2024 |
| Veikkausliiga        | KuPS Kuopio  | Finlandia | 2024 |